# إينفيلد (كارولاينا الشمالية)
إينفيلد (بالإنجليزية: Enfield, North Carolina)‏ هي بلدة أمريكية تقع في الولايات المتحدة في مقاطعة هاليفاكس، كارولاينا الشمالية. يقدر عدد سكانها بـ 2,347 نسمة ومساحتها 3.1 كم2 وترتفع عن سطح البحر 32 متر.

## التركيبة السكانية
حدّد مكتب تعداد الولايات المتحدة بيانات التركيبة السكانية لإينفيلد في تعداد الولايات المتحدة. في ما يلي، التركيبة السكانية حسب تعدادي 2000 و2010.

### تعداد عام 2000
بلغ عدد سكان إينفيلد 2,347 نسمة بحسب تعداد عام 2000، وبلغ عدد الأسر 865 أسرة وعدد العائلات 586 عائلة مقيمة في البلدة. في حين سجلت الكثافة السكانية 745.1 نسمة لكل كيلومتر مربع (1,929.8/ميل2). وبلغ عدد الوحدات السكنية 960 وحدة بمتوسط كثافة قدره 304.8 لكل كيلومتر مربع (789.4/ميل2).
وتوزع التركيب العرقي للبلدة بنسبة 19.43% من البيض و79.25% من الأمريكيين الأفارقة و0.09% من الأمريكيين الأصليين و0.04% من سكان جزر المحيط الهادئ و0.60% من الأعراق الأخرى و0.60% من عرقين مختلطين أو أكثر و1.07% من الهسبانيون أو اللاتينيون من أي عرق.
بلغ عدد الأسر 865 أسرة كانت نسبة 40.5% منها لديها أطفال تحت سن الثامنة عشر تعيش معهم، وبلغت نسبة الأزواج القاطنين مع بعضهم البعض 30.6% من أصل المجموع الكلي للأسر، ونسبة 32.3% من الأسر كان لديها معيلات من الإناث دون وجود شريك،  بينما كانت نسبة 4.9% من الأسر لديها معيلون من الذكور دون وجود شريكة وكانت نسبة 32.3% من غير العائلات. تألفت نسبة 30.1% من أصل جميع الأسر من عدة أفراد يعيشون في نفس المنزل ونسبة 16.4% كانت تتألف من شخص يعيش بمفرده يبلغ من العمر 65 عاماً أو أكثر. وبلغ متوسط حجم الأسرة المعيشية 2.65، أما متوسط حجم العائلات فبلغ 3.31.
بلغ العمر الوسطي للسكان 36.2 عاماً. وكانت نسبة 29% من القاطنين تحت سن الثامنة عشر، وكانت نسبة 9.4% بين الثامنة عشر والرابعة والعشرين عاماً، ونسبة 23.8% كانت واقعةً في الفئة العمرية ما بين الخامسة والعشرين والرابعة والأربعين عاماً، ونسبة 19.6% كانت ما بين الخامسة والأربعين والرابعة والستين، ونسبة 16% كانت ضمن فئة الخامسة والستين عاماً فما فوق. يوجد لكل 100 أنثى 79.1 ذكر، ويوجد لكل 100 أنثى في الثامنة عشر من عمرها فما فوق 72.4 ذكر.
بلغ متوسط دخل الأسرة في البلدة 19,762 دولارًا، أما متوسط دخل العائلة فبلغ 22,105 دولارًا. وكان متوسط دخل الذكور 27,000 دولارًا مقابل 18,676 دولارًا للإناث. وسجل دخل الفرد الخاص بالبلدة 12,033 دولارًا. وكانت نسبة 31.3% من العائلات ونسبة 34.1% من السكان تحت خط الفقر، وكان من هؤلاء نسبة 45.5% تحت سن الثامنة عشر ونسبة 29.9% في الخامسة والستين من العمر وما فوق.

### تعداد عام 2010
بلغ عدد سكان إينفيلد 2,532 نسمة بحسب تعداد عام 2010، وبلغ عدد الأسر 946 أسرة وعدد العائلات 643 عائلة مقيمة في البلدة. في حين سجلت الكثافة السكانية 803.8 نسمة لكل كيلومتر مربع (2,081.8/ميل2). وبلغ عدد الوحدات السكنية 1,127 وحدة بمتوسط كثافة قدره 357.8 لكل كيلومتر مربع (926.7/ميل2).
وتوزع التركيب العرقي للبلدة بنسبة 11.77% من البيض و87.48% من الأمريكيين الأفارقة و0.16% من الأمريكيين الأصليين و0.20% من الأمريكيين ذوي الأصول الآسيوية و0.08% من الأعراق الأخرى و0.32% من عرقين مختلطين أو أكثر و0.59% من الهسبانيون أو اللاتينيون من أي عرق.
بلغ عدد الأسر 946 أسرة كانت نسبة 36% منها لديها أطفال تحت سن الثامنة عشر تعيش معهم، وبلغت نسبة الأزواج القاطنين مع بعضهم البعض 25.8% من أصل المجموع الكلي للأسر، ونسبة 37.4% من الأسر كان لديها معيلات من الإناث دون وجود شريك،  بينما كانت نسبة 4.8% من الأسر لديها معيلون من الذكور دون وجود شريكة وكانت نسبة 32% من غير العائلات. تألفت نسبة 29.2% من أصل جميع الأسر من عدة أفراد يعيشون في نفس المنزل ونسبة 14.1% كانت تتألف من شخص يعيش بمفرده يبلغ من العمر 65 عاماً أو أكثر. وبلغ متوسط حجم الأسرة المعيشية 2.61، أما متوسط حجم العائلات فبلغ 3.23.
بلغ العمر الوسطي للسكان 40.0 عاماً. وكانت نسبة 25.7% من القاطنين تحت سن الثامنة عشر، وكانت نسبة 9.4% بين الثامنة عشر والرابعة والعشرين عاماً، ونسبة 20.3% كانت واقعةً في الفئة العمرية ما بين الخامسة والعشرين والرابعة والأربعين عاماً، ونسبة 29.1% كانت ما بين الخامسة والأربعين والرابعة والستين، ونسبة 15.5% كانت ضمن فئة الخامسة والستين عاماً فما فوق. وتوزع التركيب الجنسي للسكان بنسبة 43.6% ذكور و56.4% إناث.